# 能瀬高頼
能瀬 高頼（のせ たかより）は、平安時代末期の武将。多田頼盛の三男。
摂津国能勢庄（現在の大阪府能勢町）の開発領主。多田源氏の一族であるが、一族の他の武士達のように京都の情勢に関心を持たず、領地の開発に邁進した。多田源氏の嫡流（多田氏）が本拠地の多田（現在の兵庫県川西市多田）から勢力を拡大していないのに対して、高頼の代には既に現在の大阪府能勢町および豊能町に勢力を拡大していた。それが後の多田氏と能勢氏の勢力の差につながったことから、能勢氏の最大の功労者といえる。
治承・寿永の乱においては『平家物語』に兄の知実と共にその名が挙がっており、『玉葉』の記述によると、治承4年（1180年）11月23日に福原にて「人宅」に火を放ち東国に向けて逐電したとある事から、高頼も当初は他の摂津源氏と同様平家に服属していたものと思われる。そして12月1日、反平家の狼煙が上がる近江国において近江源氏の軍勢と合流し挙兵を企てるも、平清盛による討伐の命を受けて近江に攻め込んできた平家の家人平家継によって討たれ、仲間及び郎党と合わせて16人が斬首、2人が捕縛されたとある。

## 子孫
一部の系図では高頼の子孫より能勢氏が出たとされているが、能勢氏の系譜は諸説あり疑問は多い。戦国時代には能勢頼幸（よりよし）などが能勢地方から摂津国淀川流域に勢力を広げる努力をした。また、多田源氏の本家筋（多田氏）が没落する中で、能勢氏のみ例外的に勢力を維持し、江戸時代には旗本として家名を存続させた。現在の能勢町の地名は能勢氏に由来する。